# 헥슬렛
헥슬렛(hexlet)은 (128 비트 = 16 바이트)를 나타내는 그리 유명하지 않은 정보 단위 중 하나다.